# Gobiodon multilineatus
 Gobiodon multilineatus és una espècie de peix de la família dels gòbids i de l'ordre dels perciformes. Va ser descrit per Hang Ling Wu el 1979.
És una espècie monogàmica que pot assolir fins a 3,5 cm de longitud total. Es troba a les Illes Ryukyu i al Mar de la Xina Meridional.